# Savana (Moçambique)

Capa do jornal Savana

Savana é um semánario moçambicano de língua portuguesa, publicado pela Mediacoop, uma cooperativa livre de jornalistas em Maputo. Foi fundado em 1993 pelo jornalista Carlos Cardoso, que saiu da equipa do jornal em 1999 para fundar um novo jornal, o Metical. O Savana é um dos jornais mais conhecidos a nível nacional de Moçambique.
No panorama mediático de Moçambique, o Savana tem um papel crítico em relação ao governo nacional, o que valeu ameaças a vários dos seus jornalistas. Críticos dizem que o Savana é “demasiado crítico” e “contra-governo” e que a sua reportagem não é objectiva.
O actual director do jornal é Fernando Lima, que recebeu o prémio CNN Multichoice African Journalist Award de 2008 na categoria de “mídia em Português”, pelo seu trabalho como jornalista 